# Tata Nano
Tata Nano er en supermini bil produceret af det indiske bilfabrikant Tata Motors og designet af det italienske I.DE.A Institute. Modellen blev præsenteret den 10. januar 2008 under den 9. udgave af den årlige biludstilling New Delhi Auto Expo i udstillingskomplekset Pragati Maidan, New Delhi, Indien. Bilen er blot 150 cm bred og 310 cm lang, og den har en højde på 160 cm.
Minibilen henvender sig til den indiske middelklasse, og den gør sig først og fremmest bemærket ved sin pris "1 lakh indiske rupees" (1 lakh = 100.000), svarende til kun ca. 12.000 danske kr, hvilket gør bilen til verdens hidtil billigste personbil. Tata Groups formand Ratan Tata, som deltog i præsentationen, udtalte at virksomheden satser på en årlig produktion på 250.000 biler.
Ifølge oplysninger fra Tata Motor er den lille 5-dørs Nano forsynet med en 2-cylindret 624 cc benzin-drevet hækmotor (33 hp/24 kW) udviklet af Bosch. Bilen har en fin brændstoføkonomi og er beregnet til at køre 100 km med et forbrug på af 4,55 liter benzin ved bykørsel og blot 3,85 liter benzin ved landevejskørsel. Tophastigheden er 110 km/t og den accelererer fra 0-70 km/t på 14 sekunder.

## Eksterne links
- Tata Nano – officiel website for den lille minibil fra Tata Motors